# Tovarnjak (Žut)
Tovarnjak je nenaseljeni otok u  Kornatskom otočju.
Njegova površina iznosi 0,076 km². Dužina obalne crte iznosi 1,32 km.

## Vanjske poveznice
|  | Zajednički poslužitelj ima još gradiva o temi Tovarnjak (Žut) |